# Jermaine Mitchell
Jermaine Cornelius Mitchell, ameriški bejzbolist, * 12. november 1984, Naples, Teksas, ZDA.
Mitchell je poklicni igralec zunanjega polja in je trenutno član seznama 40-ih mož ekipe Oakland Athletics.

## Ljubiteljska kariera
Mitchell je obiskoval podružnico univerze University of North Carolina v Greensboru.

## Poklicna kariera
Izbran je bil v 5. krogu nabora lige MLB leta 2006 s strani ekipe iz Oaklanda.
Na seznam 40-ih mož ekipe je bil dodan 18. novembra 2011. Pred sezono 2012 ga je Baseball America ocenila kot 7. najbolj obetavnega igralca v klubu.